# Pauline Arndt
Pauline Arndt, geb. Mussehl (* 18. März 1833 in Kotelow; † 13. April 1915 in Newark, New Jersey; vollständiger Name Caroline Adelheid Pauline Arndt) war eine deutsche Schriftstellerin.

## Leben
Pauline Arndt wurde in Kotelow in Mecklenburg-Strelitz als zweite Tochter des evangelischen Pastors von Kotelow und Lübbersdorf (Amtszeit 1830–1852) Wilhelm Mussehl (1803–1889) und der Pauline, geb. Runge (1807–1887) geboren. Sie heiratete 1852 in Roga den Friedländer Gymnasiallehrer Johann Arndt (1818–1875), der inzwischen ein pommersches Landgut erworben hatte und als Privatier in Friedland wohnte. Im Jahr 1855 wanderte die Familie mit ihren Eltern nach Amerika aus, wo sie in Newark lebte.
Pauline Arndt veröffentlichte Werke in plattdeutscher Sprache.

## Werke
- Christel. Ne Dörp- un Lewsgeschicht (1869)
- Up Hohenmüren oder: Anna Werner (Erzählung, 1869)